# 河西街道 (青岛市)
河西街道是中国山东省青岛市市北区下辖的一个街道。

## 行政区划
河西街道下辖台柳路社区、河西社区、河崖社区、小水清沟社区。